# 樓鎮
樓鎮（1513年—？），字子安，號八巖，浙江金華府義烏縣人，民籍，明朝政治人物。

## 生平
嘉靖二十二年（1543年）癸卯科浙江鄉試第四十三名舉人。嘉靖二十六年（1547年）中式丁未科會試第一百七名，登第三甲第一百九十九名進士。吏部觀政，授工部主事，歷员外、郎中，官至四川按察司副使。

## 家族
曾祖樓文華；祖父樓球；父樓全，母金氏；繼母王氏。严侍下。兄樓鑾、樓鑰、樓鐸。子应同、应介。